# 1936
Het jaar 1936 is een jaartal volgens de christelijke jaartelling.

## Gebeurtenissen
januari
- 5 - Begin van de bouw van de Nieuw Amsterdam voor de Holland-Amerika Lijn.
- 6 - De Bund für Menschenrecht, die niet in het beeld van de nazi's past, wordt opgeheven.
- 20 - Koning George V van het Verenigd Koninkrijk overlijdt. Zijn oudste zoon Edward VIII volgt hem op.
- 22 - In Frankrijk komt de regering van Pierre Laval ten val.

Februari
- 4 - In zijn huis te Davos wordt de NSDAP-activist Wilhelm Gustloff doodgeschoten door zijn Joods-Hongaarse medestudent David Frankfurter. Voor de Zwitserse autoriteiten is dit aanleiding om de activiteiten van de nationaalsocialisten in Zwitserland aan banden te leggen.
- 6 - In Garmisch-Partenkirchen worden de Olympische Winterspelen 1936 geopend door Adolf Hitler.
- 8 - In Hongarije wordt de leider van de Hongaarse Communistische Partij Mátyás Rákosi tot levenslange gevangenisstraf veroordeeld.
- 8 - In India wordt Jawaharlal Nehru gekozen tot voorzitter van de Indiase Congrespartij.
- 8 - Paus Pius XI verleent ontslag om gezondheidsredenen aan de aartsbisschop van Utrecht Joannes Jansen, en benoemt hulpbisschop Johannes de Jong tot zijn opvolger.
- 16 - Bij de vervroegde parlementsverkiezingen in Spanje wint het linkse Volksfront de meerderheid ten koste van het rechtse Nationaal Front.
- 22 - Drie Hongaars-Nederlandse zussen nemen in Italië hun eerste lied Guarany Guaranà op als het Trio Lescano.
- 26 - Mislukte staatsgreep in Japan door een groep jonge radicale officieren.

Maart
- 7 - In Brussel wordt de Katholieke Vlaamse Volkspartij opgericht. Alfons Verbist wordt voorzitter.
- 7 - Duitsland bezet, in strijd met het Verdrag van Locarno, het Rijnland.
- 7 - In Den Haag wordt de Nederlandse Vereniging voor Luchtbescherming opgericht.
- maart - In het geradicaliseerde politieke klimaat van Spanje verbiedt de nieuwe regering van het Volksfront de extreemrechtse Falange Española.

April
- 1 - In Oostenrijk voert Kurt Schuschnigg de militaire-dienstplicht in.
- 5 - In België wordt een nieuwe zetelverdeling aangenomen, gebaseerd op de volkstelling van 1930. Hierbij zijn van de 202 afgevaardigden 96 van Vlaanderen, 76 van Wallonië en 30, waaronder 6 Vlamingen, van Brussel. De Vlamingen zullen dus in het vervolg met 102 tegen 100 zetels in de meerderheid zijn in het Belgische parlement.
- 13 - De Griekse minister-president Konstantinos Demertzis overlijdt. De Minister van Oorlog Ioannis Metaxas volgt hem op.
- 23 - De Koloniale Raden van Suriname en Curaçao en onderhorigheden worden vervangen door de Staten van Suriname en de Staten van Curaçao.

Mei
- 9 - Voor het eerst landt een vliegtuig op Bonaire. Het gaat om een proefvlucht door het West-Indisch Bedrijf van de KLM.
- 10 - In Spanje wordt Manuel Azaña gekozen tot president.
- 15 - De eerste indelingen van wijnen in de Franse Appellation d'Origine Contrôlée.
- 23 - De jonge vakbondslieden Albert Pot en Theofiel Grijp worden aan het Antwerpse Operaplein vermoord door een extreemrechtse verkiezingskandidaat.
- 24 - In alle Nederlandse Rooms-Katholieke kerken wordt een mandement van de bisschoppen voorgelezen waarin het lidmaatschap van de NSB voor katholieken verboden wordt.
- 31 - Het West-Indisch Bedrijf van de KLM opent een lijndienst tussen Curaçao en Bonaire.

Juni
- 1 - Op pinkstermaandag vindt te Lunteren de eerste "hagesprake" van de NSB plaats bij de "muur van Mussert".
- 16 - In Nijmegen wordt de Waalbrug, langste boogspanningbrug van Europa, geopend door koningin Wilhelmina.
- 17 - In België wordt de eerste Nationale Arbeidsconferentie gehouden, midden in een periode van stakingen. Een week later maakt premier Paul van Zeeland de invoering bekend van een minimumloon en een week betaalde vakantie.
- 18 - De regering van de Ierse Vrijstaat stelt het Iers Republikeins Leger (IRA) buiten de wet, en arresteert de commandant Moss Twomey.
- 27 - Het Comité van Waakzaamheid van anti-nationaalsocialistische Intellectuelen, wordt officieel opgericht in Amsterdam. De ondertekenaars van het manifest zijn onder anderen: Titus Brandsma, Simon Vestdijk en Menno ter Braak.
- 29 - De champagne wordt een wettelijk beschermde appellation d'origine contrôlée".

Juli
- 17 - Begin Spaanse Burgeroorlog
- juli - In Japan wordt de ‘Automobile Manufacturing Industry Law’ van kracht. Deze wet, opgesteld door Nobusuke Kishi, is erop gericht de activiteiten van buitenlandse autofabrikanten in Japan aan banden te leggen.

Augustus
- 1 - Adolf Hitler opent de Olympische Zomerspelen in Berlijn.
- 2 - Sylvère Maes wint voor het eerst de Ronde van Frankrijk.
- 5 - Ioannis Metaxas stuurt het Griekse parlement naar huis en roept zichzelf uit tot dictator.
- 10 - De Nederlandse zeiler Daan Kagchelland wint olympisch goud in de Olympiajol.
- 15 - De SS-vereniging Lebensborn opent het eerste tehuis "Hochland", te Steinhöring bij Ebersberg in Opper-Beieren. Het biedt opvang en verzorging aan "Germaans-Duitse" ongehuwde moeders mits ook de biologische vader van de baby raszuiver is.
- 19 - In Granada wordt de dichter en toneelschrijver Federico García Lorca door fascisten vermoord.
- 24 - Koningin Wilhelmina ontvangt in haar paleis de pasbenoemde gouverneur-generaal van Nederlands Oost-Indië Alidius Tjarda van Starkenborgh Stachouwer.
- 24 - De voormalige Russische leider Grigori Zinovjev wordt ter dood veroordeeld en de volgende dag geëxecuteerd.

September
- 8 - Een aantal inwoners van Zundert gaat dahlia's plukken bij de tuinder, versiert er de fiets mee en rijdt dan in optocht door het dorp. Zo wordt het bloemencorso van Zundert geboren.
- 8 - De verloving van prinses Juliana met de Duitse prins Bernhard zur Lippe-Biesterfeld wordt bekendgemaakt.
- 11 - De Hooverdam wordt in gebruik gesteld.
- 26 - De Nederlandse gulden devalueert met 20 %.
- 27 - Het Beleg van het Alcázar van Toledo eindigt na twee maanden als het kasteel wordt ontzet door generaal Franco.

Oktober
- 1 - Francisco Franco wordt in Burgos als staatshoofd van Spanje geïnstalleerd.
- 4 - Antifascisten gaan in de Slag om Cable Street de confrontatie met de British Union of Fascists aan van Oswald Mosley.
- 29 - Vanuit Aika, een plaats aan de zuidkust van Nederlands-Nieuw-Guinea, vertrekken drie mannen voor de Carstensz-expeditie. Het doel van de expeditie is het beklimmen van de hoogste top van het Carstenszgebergte.

November
- 3 - Franklin Delano Roosevelt wordt met ruime meerderheid herkozen als president van de Verenigde Staten.
- 13 - Als eerste niet-Amerikaanse luchtvaartmaatschappij opent de KLM een lijndienst met de DC3 Dakota naar Luchthaven Le Bourget, Parijs.
- 20 - In Spanje wordt de falangistische agitator José Antonio Primo de Rivera door een republikeins vuurpeloton geëxecuteerd.
- 20 - Oprichting van de "Onderlinge Beleggings en Administratie Maatschappij", kortweg OBAM. Dit beleggingsfonds moet de vermogens veilig stellen van Franse nonnenkloosters tegen confiscatie door de Volksfrontregering van Léon Blum.
- 23 - In Amerika verschijnt het eerste nummer van Life, een weekblad met fotoreportages uit de hele wereld.

December
- 8 - Ondertekening van een beginselakkoord tussen de nieuwe Katholieke Vlaamse Volkspartij (KVV) en het Vlaams Nationaal Verbond (VNV). Voor het KVV ondertekenen Alfons Verbist, Gaston Eyskens en Edgard De Bruyne. Voor het VNV ondertekenden Henri Elias, Henri Borginon en Paul Romsée.
- 9 - Crash van de Lijster: het KLM-toestel van die naam, een gloednieuwe DC-2, vliegt bij vertrek van Croydon Airport naar Amsterdam in dikke mist tegen een schoorsteen en stort neer. Vijftien inzittenden zijn direct dood, een zestiende overlijdt later. Alleen een stewardess overleeft de ramp.
- 10 - De Britse koning Edward VIII treedt af in verband met zijn voorgenomen huwelijk. Zijn jongere broer volgt hem op als George VI. 1936 gaat hierdoor de Britse geschiedenis in als het Driekoningenjaar.
- 16 - Nederlander Peter Debye krijgt de Nobelprijs voor de Scheikunde en Amerikaan Eugene O'Neill krijgt de Nobelprijs voor de Literatuur.
- 20 - In Madrid wordt de Belgische ambassade-attaché Jacques de Borchgrave vermoord.
- 25 - In een kerstbrief veroordelen de Belgische bisschoppen het beginselakkoord van de Katholieke Vlaamse Volkspartij met het Vlaams Nationaal Verbond. Na de kritiek van vakbeweging en boerenbond is de bisschoppelijke afkeuring de doodsteek voor het akkoord.

- Bioscoopjournaal uit 1936. Beelden van een groep in witte kleren gestoken naaisters die, in een naaiatelier van de firma Kühne te Den Haag, werken aan de bruidsjurk met sleep voor prinses Juliana in verband met haar voorgenomen huwelijk met prins Bernhard op 7 januari 1937.
- Bioscoopjournaal uit 1936 met beelden van de winter in Haarlem.
- Bioscoopjournaal uit 1936. Door een wolkbreuk boven Haarlem komen de straten blank te staan. Het verkeer ondervindt daarvan hinder, sommige kinderen kunnen er plezier mee maken.
- Bioscoopjournaal uit 1936. Proeven betreffende de uitwerking van diverse lichtbronnen op groei van kasplanten in de winter, genomen door dr. J.W.M. Roodenburg in het Laboratorium voor Tuinbouwplantenteelt van de Landbouwhogeschool Wageningen, tonen aan dat neonlicht de beste resultaten geeft voor bv aardbeien.
- Bioscoopjournaal uit 1936. Vijftigste Winnertentoonstelling Cynophilia.
- Bioscoopjournaal uit 1936. Het vijfentwintigjarig jubileum van de Diamantbeurs.
- Bioscoopjournaal uit december 1936. Beelden van het maken van de Gouden Veder, een in goud nagemaakte ganzenveder waarop de familiewapens van Bernhard en Juliana zijn aangebracht. Met deze gouden veder zal bij de ondertrouw en het burgerlijk huwelijk van Juliana en Bernhard het bruidspaar de huwelijksakte tekenen.
- Bioscoopjournaal uit maart 1936. De vereniging 'De Volewijckers' organiseert een veldloop in de omgeving van Amsterdam waarbij Jan Zeegers het nationale kampioenschap behaalt.
- Bioscoopjournaal uit oktober 1936. Ter gelegenheid van de door de KNAC georganiseerde veiligheidsweek richt de Minister van Waterstaat, jhr. ir. O.C.A. van Lidth de Jeude, zich tot de kijkers met een dringende oproep zich aan de verkeersregels te houden.
- Bioscoopjournaal uit juni 1936. Veertiende landdag van de Joodse jeugdfederatie. De Joodse Jeugdfederatie is een overkoepelende organisatie voor algemene en zionistische jeugdverenigingen.
- Bioscoopjournaal uit september 1936. Beelden van een veemarkt in de open lucht in de omgeving van Arnhem.

## Muziek
- Robert Johnson introduceert met het nummer  "Sweet home Chicago" de chicagoblues.

### Premières
- 11 januari: Christian Sindings Symfonie nr. 4 en Seks sange med klaver til dikt av Nordahl Grieg
- 12 januari: Kurt Atterbergs Pianoconcert
- 15 januari: Benjamin Britten neemt de filmmuziek voor Night Mail op
- 23 juni: Frank Bridges Dauwfee uit De zandlopersuite
- 14 november: Albert Roussels opera Le testament de la tante Caroline
- 20 november: Ture Rangströms Symfonie nr. 4
- 7 december: Knudåge Riisagers Concert voor orkest
- 11 december: Arnold Bax: Threnodie en scherzo voor fagot, harp en strijksextet, Concerto voor dwarsfluit, hobo, harp en strijkkwartet en Octet, onderbroken door de toespraak rondom koning Edwards abdicatie
- 12 december: Albert Roussels Rapsodie flamande

### Nederlandstalige publicaties
- De hangende drievoet : indrukken bij een weerzien van China van Jan Duyvendak
- Herinnering aan Holland, een gedicht van Hendrik Marsman
- Een eerlijk zeemansgraf van Jan Jacob Slauerhoff Drie maanden voor zijn overlijden publiceert hij deze laatste dichtbundel.
- Meneer Visser's hellevaart (roman) van Simon Vestdijks

### Publicaties in andere talen
- Der Zauberlehrling van Erich Kästner
- Gone With the Wind van Margaret Mitchell. De Nederlandse vertaling van W.J.A. Roldanus met illustraties van Anton Pieck verscheen in 1937 in drie delen als Gejaagd door de wind.

## Beeldende kunst

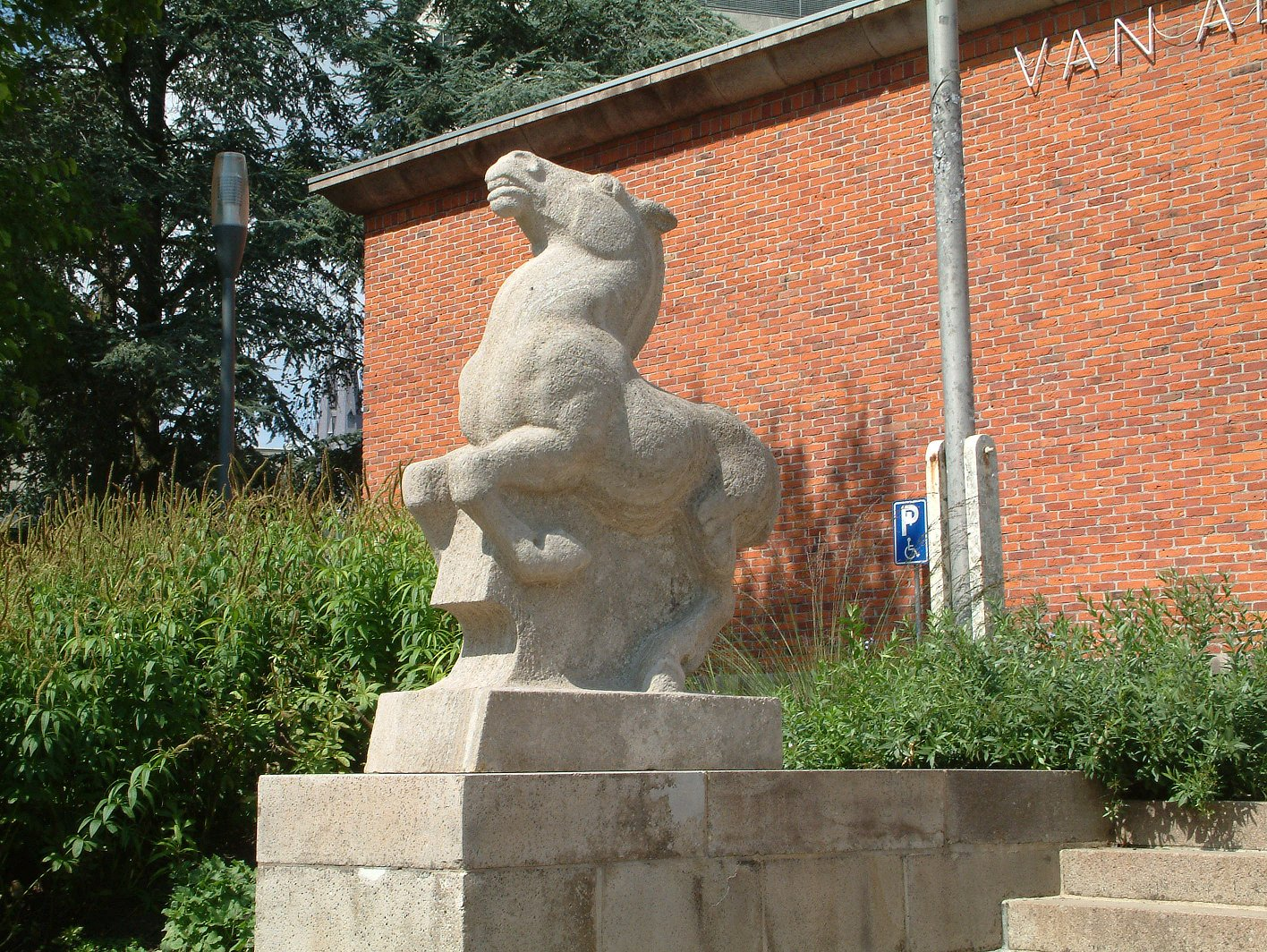
Paarden (1936) John Rädecker, ingang Van Abbemuseum, Eindhoven

## Bouwkunst

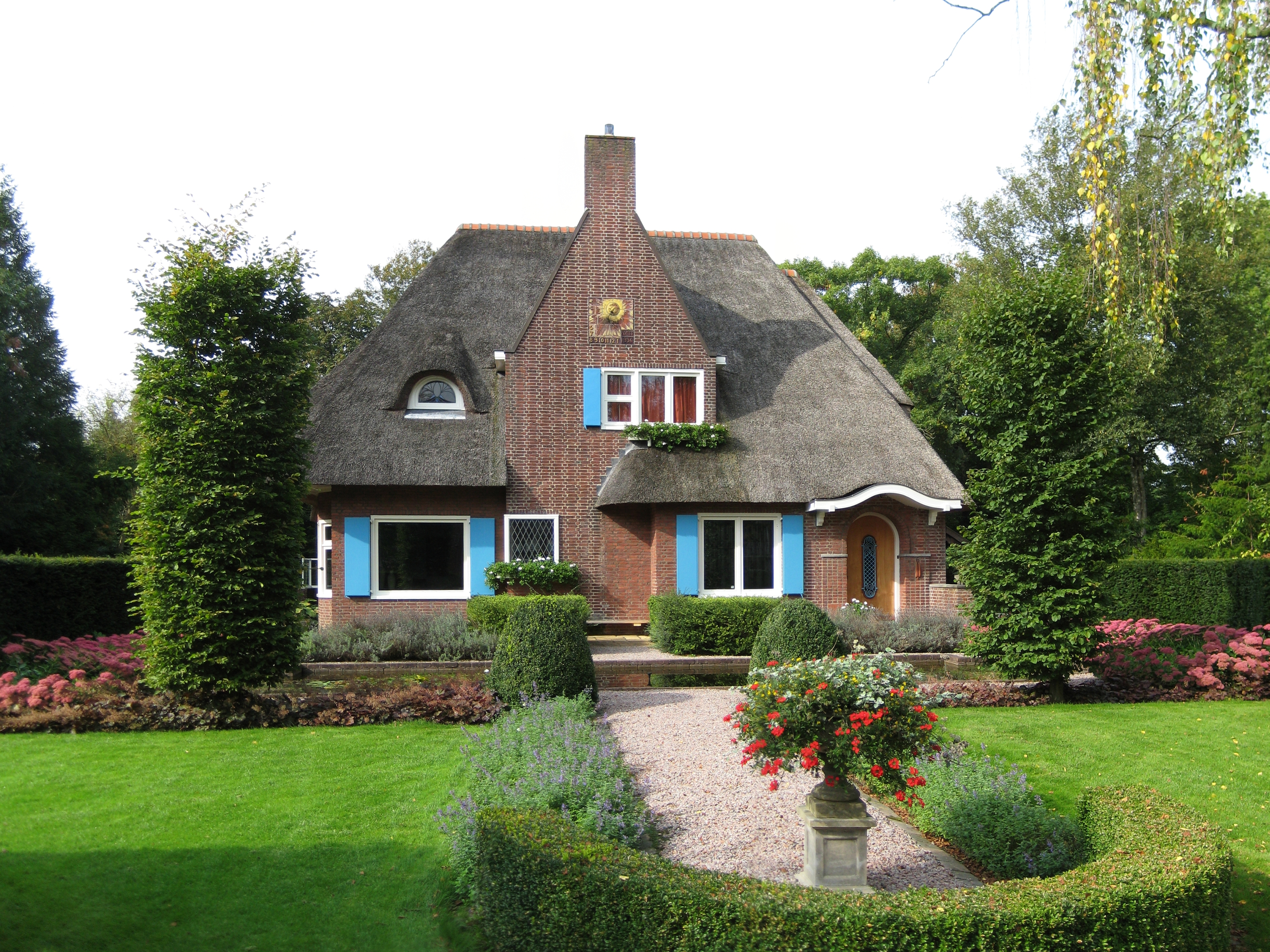
Villa, Haren (1936) Kuiler & Drewes
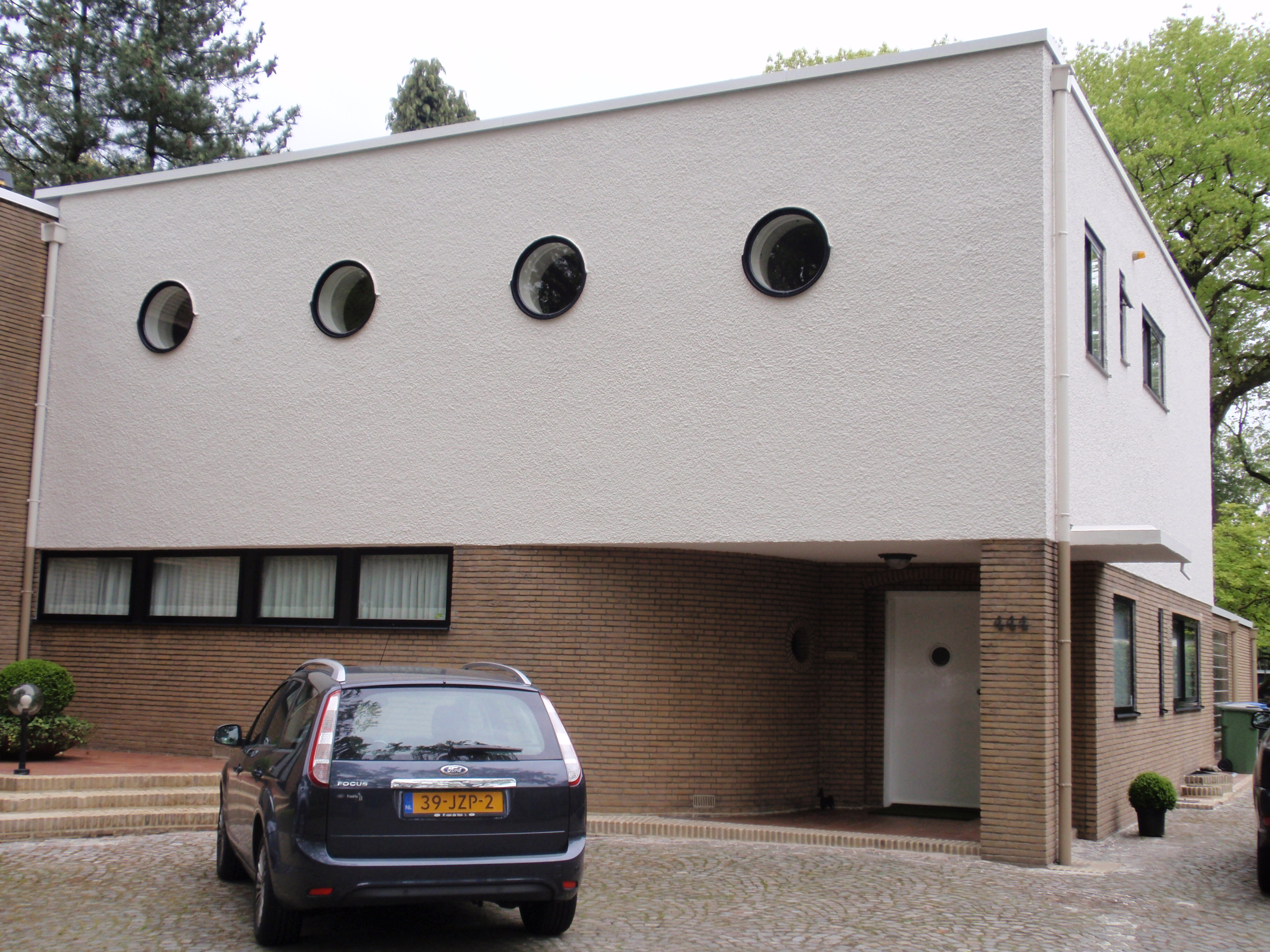
Woonhuis, Tilburg (1936) Hendrik Wijdeveld

## Geboren

### Januari

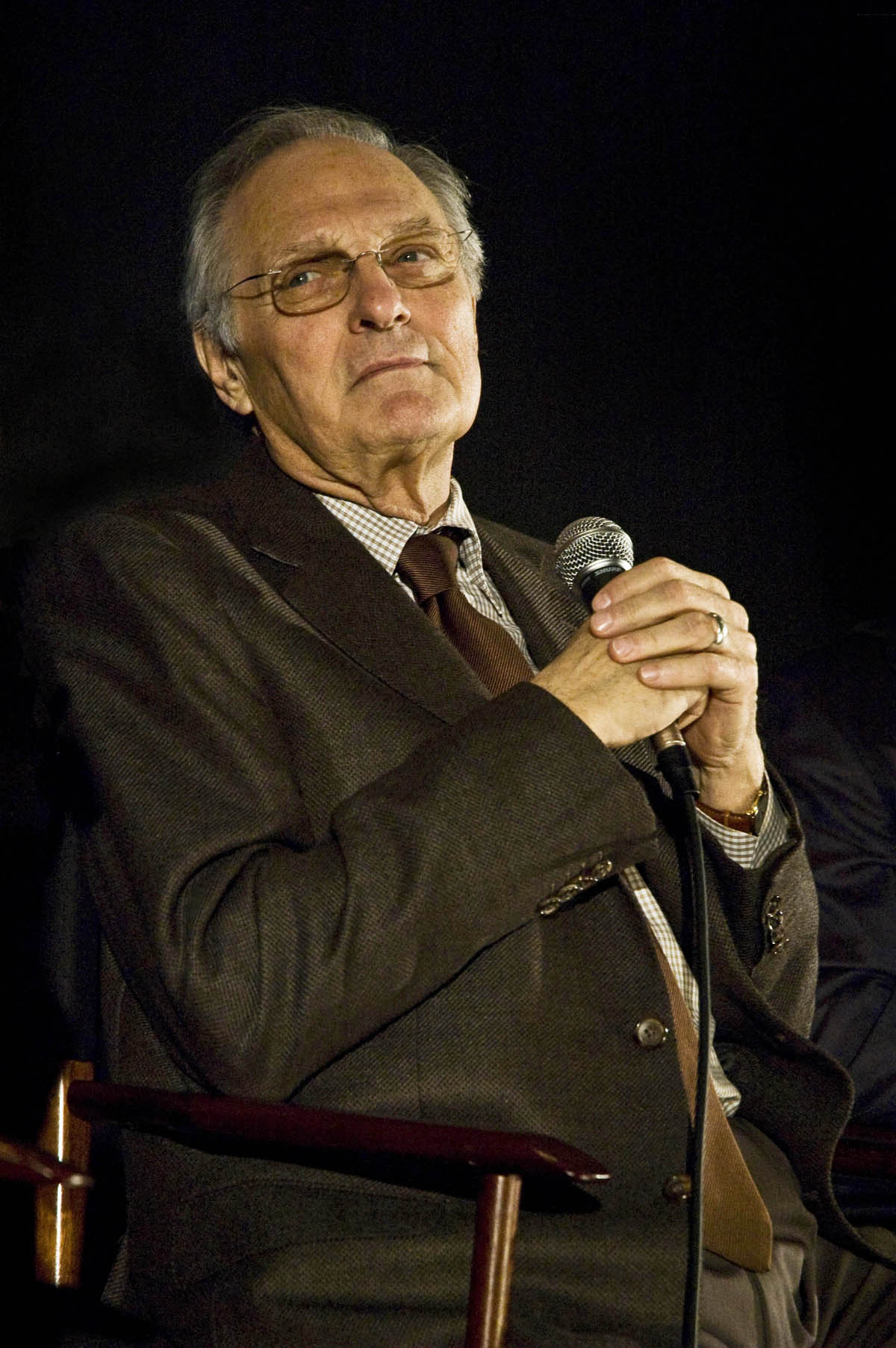
Alan Alda
geboren op 28 januari 1936

- 1 - Louis Rostollan, Frans wielrenner (overleden 2020)
- 2 - Eric Berger, Nederlands burgemeester (overleden 2022)
- 2 - Jan Kleinpenning, Nederlands sociaal-geograaf
- 2 - Roger Miller, Amerikaans zanger (overleden 1992)
- 2 - Colin Seeley, Brits motorcoureur en motorfietsontwerper (overleden 2020)
- 3 - Louis De Clerck, Belgisch atleet (overleden 2018)
- 3 - Richard Nonas, Amerikaans beeldhouwer en installatiekunstenaar (overleden 2021)
- 6 - Anton Allemann, Zwitsers voetballer (overleden 2008)
- 6 - Darlene Hard, Amerikaans tennisster (overleden 2021)
- 7 - Richie Allen, Amerikaans gitarist, songwriter en producent (overleden 2022)
- 11 - Meindert Leerling, Nederlands politicus en journalist (overleden 2021)
- 12 - Émile Lahoud, Libanees president
- 13 - Brian Barry, Brits politiek filosoof (overleden 2009)
- 14 - Reiner Klimke, Duits ruiter (overleden 1999)
- 16 - Tinus Bosselaar, Nederlands voetballer (overleden 2018)
- 16 - Charles Corver, Nederlands voetbalscheidsrechter (overleden 2020)
- 18 - Dieter Krause, Duits kanovaarder (overleden 2020)
- 19 - Jannie van Eyck-Vos, Nederlands atlete (overleden 2020)
- 21 - Snooks Eaglin, Amerikaans bluesmuzikant (overleden 2009)
- 21 - Peter Graaff, Nederlands generaal; bevelhebber der Landstrijdkrachten; chef Defensiestaf  (overleden 2014)
- 21 - Willem Hofstee, Nederlands psycholoog en hoogleraar (overleden 2021)
- 21 - Henk Wullems, Nederlands voetbaltrainer (overleden 2020)
- 22 - Alan Heeger, Amerikaans scheikundige, natuurkundige en Nobelprijswinnaar
- 23 - Jan-Willem Bertens, Nederlands diplomaat en politicus
- 23 - Nikolai van der Heyde, Nederlands regisseur en schrijver (overleden 2020)
- 23 - Horst Mahler, Duits jurist (overleden 2025)
- 23 - Johan Gerhard Wilbrenninck, Nederlands diplomaat (overleden 2021)
- 27 - Samuel Ting, Chinees-Amerikaans natuurkundige en Nobelprijswinnaar
- 27 - Jozef Van Dalem, Belgisch atleet
- 28 - Alan Alda, Amerikaans acteur
- 28 - Ismail Kadare, Albanees schrijver (overleden 2024)
- 30 - Can Bartu, Turks voetballer en basketballer (overleden 2019)
- 30 - Dries Holten, Nederlands zanger en liedjesschrijver (overleden 2020)
- 30 - Eric Lambert, Belgisch voetballer (overleden 2020)

### Februari

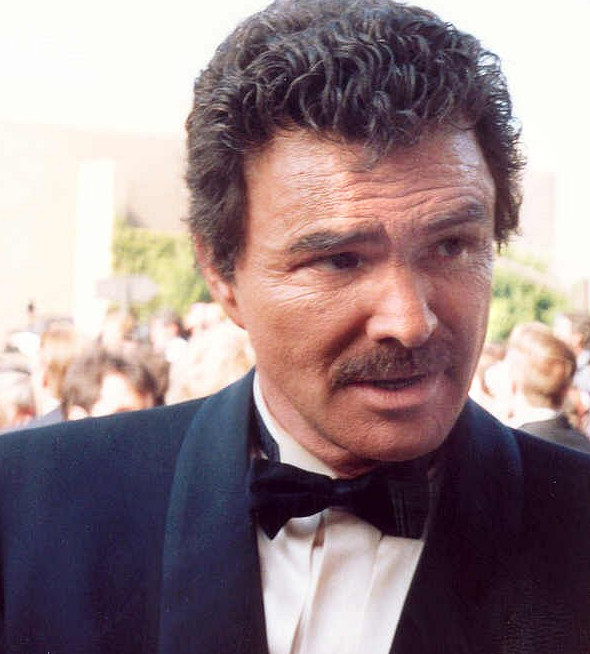
Burt Reynolds
geboren op 11 februari 1936

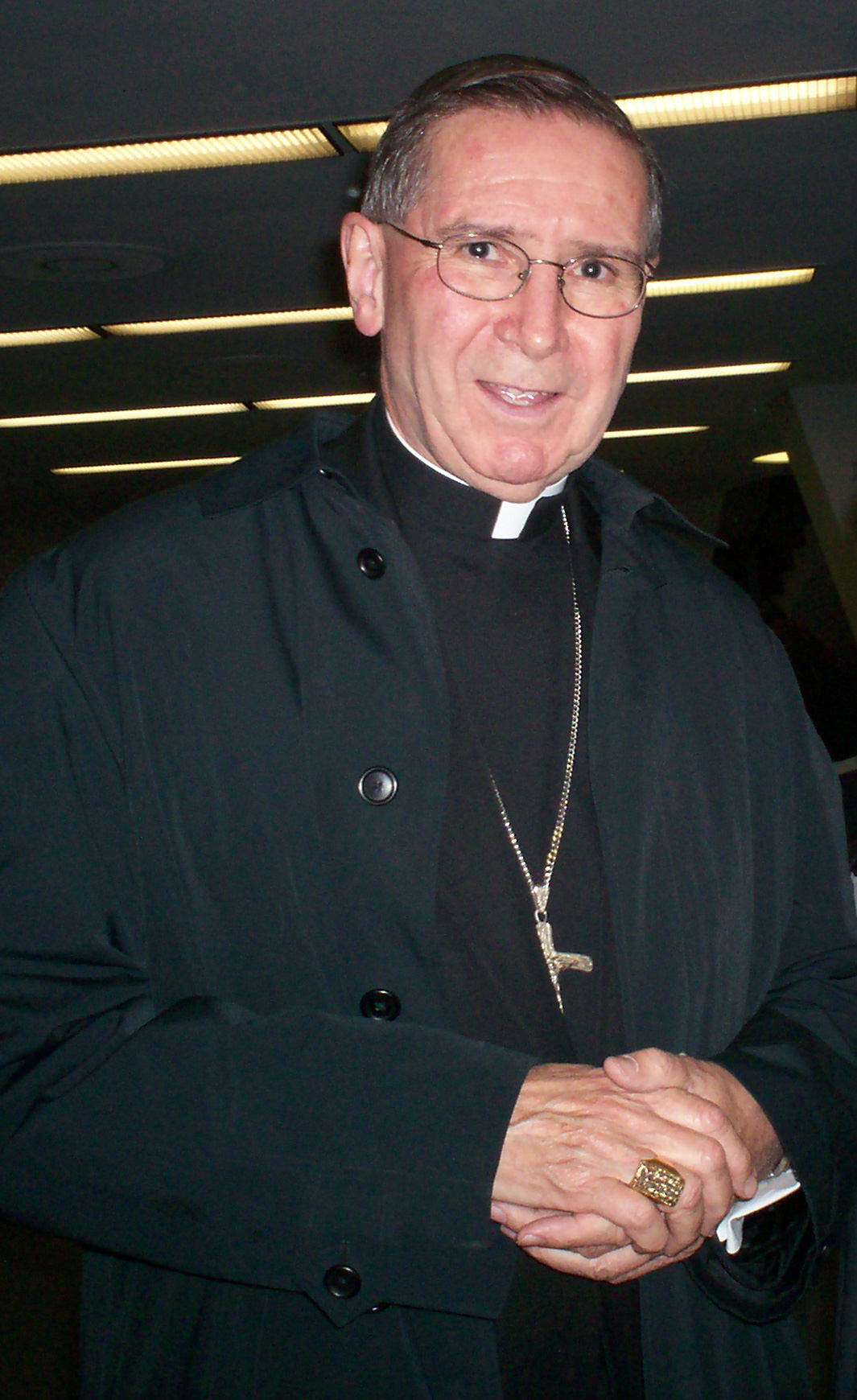
Roger Mahony
geboren op 27 februari 1936

- 2 - Tony Ryan, Iers ondernemer en filantroop (overleden 2007)
- 4 - Joel S. Engel, Amerikaans elektrotechnicus
- 4 - Jan Gmelich Meijling, Nederlands politicus (overleden 2012)
- 6 - Wies Andersen, Vlaams acteur, regisseur en televisiepresentator (overleden 2023)
- 7 - William Bennett, Brits fluitist (overleden 2022)
- 7 - Luis Santibáñez, Chileens voetbaltrainer (overleden 2008)
- 8 - Ruud Bos, Nederlands componist, pianist en orkestleider (overleden 2023)
- 9 - Jan Fontijn, Nederlands neerlandicus en literatuurcriticus (overleden 2022)
- 9 - Georg Maximilian Sterzinsky, Duits kardinaal en aartsbisschop (overleden 2011)
- 9 - Clive Swift, Brits acteur (overleden 2019)
- 10 - Lucienne Stassaert, Belgisch schrijver en dichter
- 10 - Sigi Wolf, Surinaams theoloog en Surinamist (overleden 2008)
- 11 - Burt Reynolds, Amerikaans acteur (overleden 2018)
- 12 - Joe Don Baker, Amerikaans acteur (overleden 2025)
- 12 - Fang Lizhi, Chinees natuurkundige en dissident (overleden 2012)
- 14 - Andrew Prine, Amerikaans acteur (overleden 2022)
- 17 - Jim Brown, Amerikaans Americanfootballspeler en acteur (overleden 2023)
- 18 - Jean M. Auel, Amerikaans schrijfster
- 18 - Ian Hacking, Canadees filosoof (overleden 2023)
- 18 - Jozef Vengloš, Slowaaks voetballer en voetbalcoach (overleden 2021)
- 19 - Fons Fraeters, Belgisch taalkundige (overleden 2009)
- 20 - Ingeborg Elzevier, Nederlands actrice (overleden 2025)
- 21 - Chris Boni, Belgisch actrice
- 22 - David Brodman, Nederlands-Israëlisch rabbijn en vredesactivist (overleden 2020)
- 23 - Harry McGurk, Schots psycholoog (overleden 1998)
- 23 - Roger Rivière, Frans wielrenner (overleden 1976)
- 24 - Jan van Haasteren, Nederlands striptekenaar
- 24 - Lance Reventlow, Amerikaans autocoureur (overleden 1972)
- 26 - José Yudica, Argentijns voetballer en voetbaltrainer (overleden 2021)
- 27 - Roger Mahony, Amerikaans kardinaal en aartsbisschop
- 29 - Salo Muller, Nederlands fysiotherapeut en publicist

### Maart

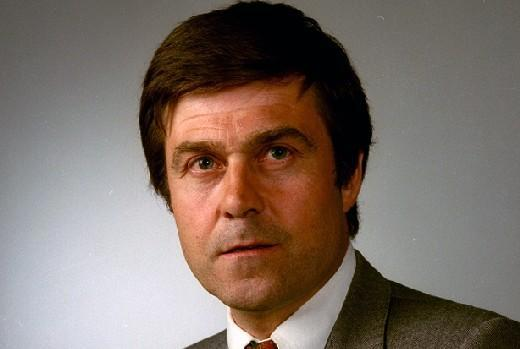
Peter Brusse
geboren op 16 maart 1936

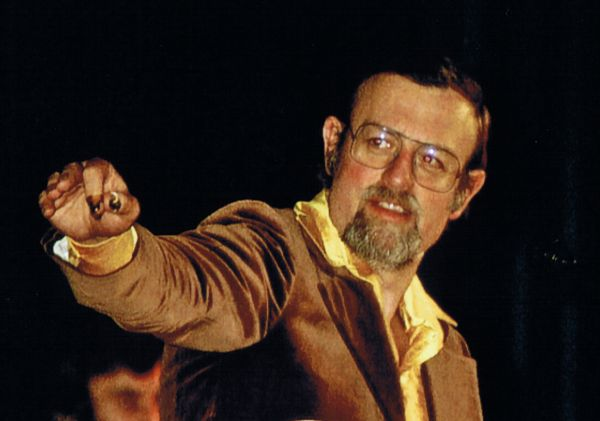
Roger Whittaker
geboren op 22 maart 1936

- 1 - Renato Corti, Italiaans kardinaal (overleden 2020)
- 1 - Karel Eykman, Nederlands kinderboekenschrijver, dichter en liedjesschrijver (overleden 2022)
- 1 - Helmut Kuhnert, (Oost-)Duits langebaanschaatser
- 1 - Willy Soemita, Surinaams politicus (overleden 2022)
- 3 - Ibrahim Hussein, Maleisisch kunstenaar (overleden 2009)
- 4 - Aribert Reimann, Duits componist, pianist en muziekwetenschapper (overleden 2024)
- 5 - Canaan Banana, Zimbabwaans politicus (overleden 2003)
- 5 - Dean Stockwell, Amerikaans acteur (overleden 2021)
- 6 - Marion Barry, Amerikaans burgemeester van Washington D.C. (overleden 2014)
- 6 - Waldemar Post, Nederlands illustrator (overleden 2020)
- 6 - Sylvia Robinson, Amerikaans zangeres, muziekproducent en ondernemer (overleden 2011)
- 6 - Bram Stemerdink, Nederlands politicus (PvdA)
- 7 - Georges Perec, Frans auteur (overleden 1982)
- 8 - Vic Nees, Belgisch componist (overleden 2013)
- 8 - Janusz Zakrzeński, Pools theater- en filmacteur (overleden 2010)
- 9 - Cees van Oyen, Nederlands (stem)acteur (overleden 2007)
- 9 - Wittekind zu Waldeck und Pyrmont, Duitse prins (overleden 2024)
- 10 - Sepp Blatter, Zwitsers voorzitter van de wereldvoetbalfederatie FIFA
- 10 - Bob Van Staeyen, Vlaams zanger en gitarist (overleden 2020)
- 11 - Harald zur Hausen, Duits arts en viroloog; Nobelprijswinnaar in 2008 (overleden 2023)
- 11 - Omar Oreste Corbatta, Argentijns voetballer (overleden 1991)
- 11 - Antonin Scalia, Amerikaans opperrechter (overleden 2016)
- 12 - Michał Heller, Pools priester en filosoof
- 12 - Kees Coolen, Nederlands acteur en stemacteur
- 14 - Martin Tissing, Nederlands kunstschilder (overleden 2018)
- 15 - Francisco Ibáñez, Spaans stripauteur (Paling en Ko) (overleden 2023)
- 16 - Peter Brusse, Nederlands journalist en schrijver
- 16 - Raymond Damadian, Amerikaans biofysicus (overleden 2022)
- 16 - Thelma Hopkins, Brits atlete (overleden 2025)
- 16 - Fred Neil, Amerikaans folkzanger en -componist (overleden 2001)
- 17 - Ken Mattingly, Amerikaans astronaut (overleden 2023)
- 18 - Frederik Willem de Klerk, laatste blanke president van Zuid-Afrika onder het apartheidsregime (overleden 2021)
- 18 - Anthony Nash, Brits bobsleeër (overleden 2022)
- 19 - Ursula Andress, Zwitsers actrice
- 19 - Domenico Lenarduzzi, Italiaans EU-ambtenaar (overleden 2019)
- 20 - Harold Mabern, Amerikaans jazzpianist en -componist (overleden 2019)
- 20 - Lee Perry  Jamaicaans reggaemuzikant, zanger en producer (overleden 2021)
- 21 - Betty Curtis (= Roberta Corti), Italiaans zangeres (overleden 2006)
- 21 - Richard Wailes, Amerikaans roeier (overleden 2002)
- 22 - Eddy Grootes, Nederlands hoogleraar in de historische neerlandistiek (overleden 2020)
- 22 - Roger Whittaker, Brits zanger (overleden 2023)
- 23 - Bruce Kessler, Amerikaans autocoureur
- 25 - Lawrence Gordon, Amerikaans filmproducent
- 26 - Pierre Kerkhoffs, Nederlands voetballer (overleden 2021)
- 27 - David Rogers, Amerikaans countryzanger (overleden 1993)
- 28 - Arie Oostlander, Nederlands politicus; lid Europees parlement (overleden 2019)
- 28 - Mario Vargas Llosa, Peruaans romanschrijver en Nobelprijswinnaar (overleden 2025)
- 29 - Richard Bennett, Brits componist en pianist (overleden 2012)
- 30 - Hans Magne Græsvold, Noors componist en fluitist
- 30 - Jacobus Knol, Fries schrijver

### April

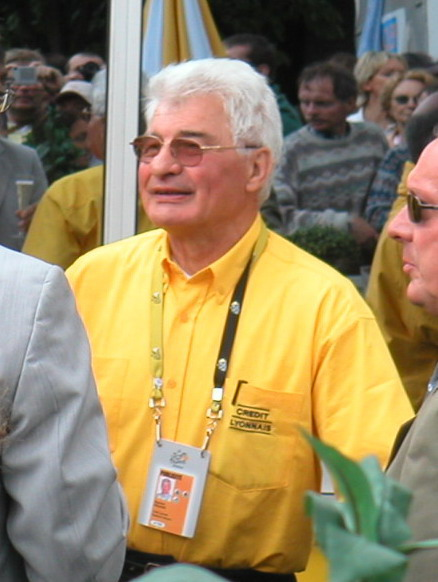
Raymond Poulidor
geboren op 15 april 1936

- 1 - Jean-Pascal Delamuraz, Zwitsers politicus (overleden 1998)
- 1 - Abdul Qadir Khan, Pakistaans atoomgeleerde en spion (overleden 2021)
- 1 - John Sayre, Amerikaans roeier (overleden 2023)
- 2 - Aurelio Galfetti, Zwitsers architect (overleden 2021)
- 4 - Joos Somers, Belgisch politicus (overleden 2012)
- 6 - Edgardo Storni, Argentijns aartsbisschop (overleden 2012)
- 7 - Luis Beltran, Filipijns journalist (overleden 1994)
- 8 - Klaus Löwitsch, Duits acteur (overleden 2002)
- 9 - Ghassan Kanafani, Palestijns schrijver en toneelschrijver (overleden 1972)
- 10 - Dais ter Beek, Nederlands voetballer (overleden 2023)
- 10 - Ricky Valance, Welsh-Brits zanger (overleden 2020)
- 12 - Frankétienne, Haïtiaans schrijver, kunstenaar en politicus
- 12 - Charles Napier, Amerikaans acteur (overleden 2011)
- 14 - Teke Bijlsma, Nederlands organist (overleden 2023)
- 15 - Raymond Poulidor, Frans wielrenner (overleden 2019)
- 16 - Saban Bajramovic, Servisch zigeunerlegende (overleden 2008)
- 19 - Henny Bomers, Nederlands R.K. bisschop van Haarlem (overleden 1998)
- 19 - Guy Lutgen, Belgisch politicus en minister (overleden 2020)
- 19 - Wilfried Martens, Vlaams politicus; premier van België 1979-1981 en 1981-1992 (overleden 2013)
- 20 - Gijs van Herwaarden, Nederlands monumentenzorger (overleden 2023)
- 20 - Pat Roberts, Amerikaans republikeins politicus
- 22 - Glen Campbell, Amerikaans countryzanger (overleden 2017)
- 23 - Etienne Elias, Vlaams kunstschilder (overleden 2007)
- 23 - Roy Orbison, Amerikaans zanger (overleden 1988)
- 24 - Jill Ireland, Brits actrice (overleden 1990)
- 25 - Henck Arron, Surinaams politicus (overleden 2000)
- 25 - Leonel Sanchez, Chileens voetballer (overleden 2022)
- 28 - Tariq Aziz, Iraaks politicus (overleden 2015)
- 28 - Patrick d'Udekem d'Acoz, Belgisch aristocraat, politicus en vader van de Belgische koningin Mathilde (overleden 2008)
- 28 - Kenneth White, Schots schrijver, dichter en wetenschapper (overleden 2023)
- 29 - Zubin Mehta, Indiaas dirigent
- 29 - Adolfo Nicolás, Spaans jezuïet en hoogleraar (overleden 2020)
- 29 - Jacob Rothschild, Brits bankier en lid van de Rothschild-familie (overleden 2024)

### Mei

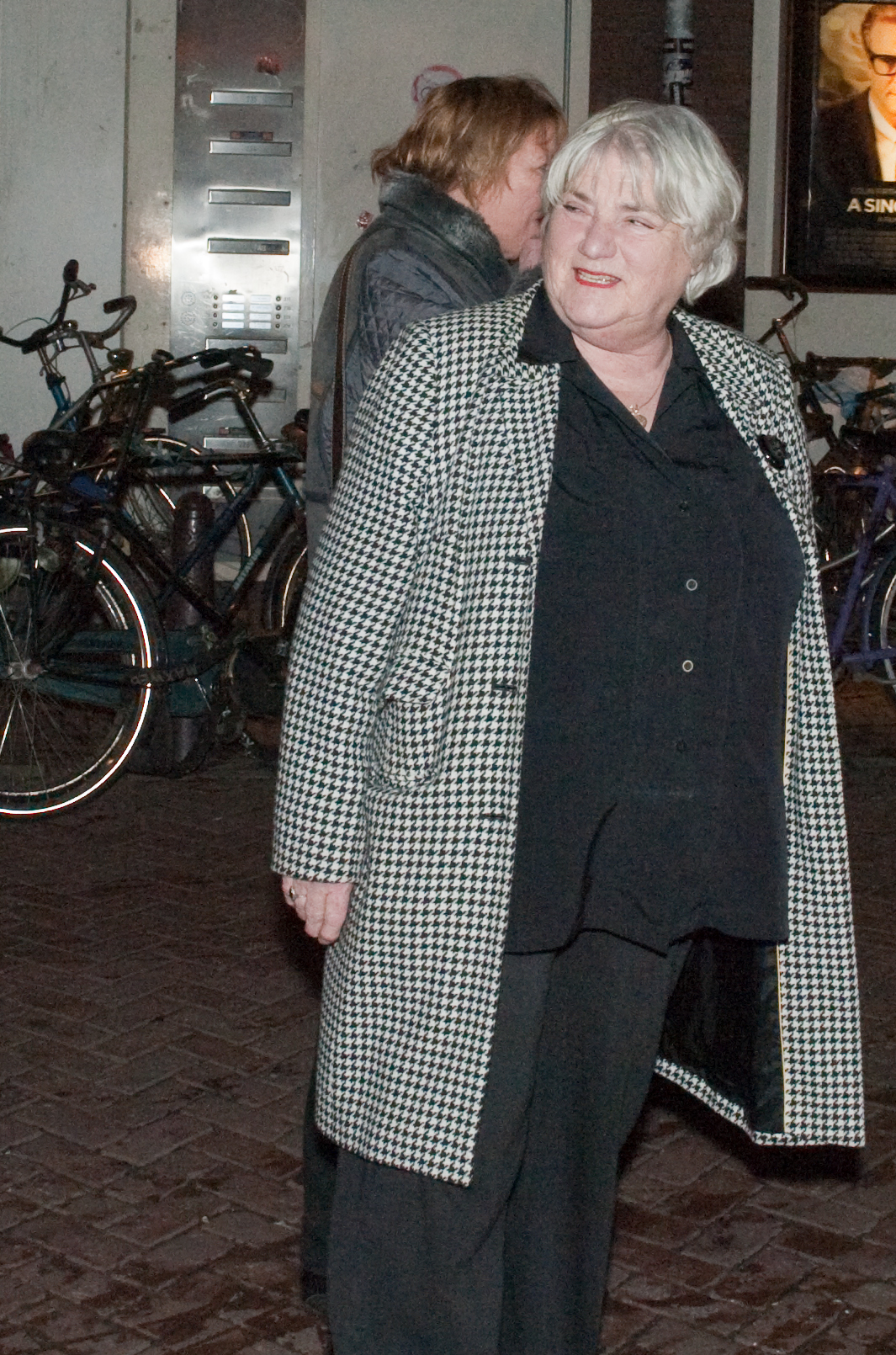
Nelly Frijda
geboren op 4 mei 1936

- 2 - Engelbert Humperdinck, Brits zanger
- 3 - Charles-Ferdinand Nothomb, Belgisch politicus (overleden 2023)
- 4 - Nelly Frijda, Nederlands actrice
- 7 - Willy Lohmann, Nederlands striptekenaar (overleden 2013)
- 8 - Héctor Núñez, Uruguayaans voetballer en voetbalcoach (overleden 2011)
- 9 - Albert Finney, Brits acteur (overleden 2019)
- 9 - Glenda Jackson, Brits actrice en politica (overleden 2023)
- 11 - Carla Bley, Amerikaans jazzmuzikante, -componiste en bigbandleider (overleden 2023)
- 12 - Margaret Calvert, Brits grafisch ontwerper en typograaf
- 12 - Frank Stella, Amerikaans beeldend kunstenaar (overleden 2024)
- 14 - Bobby Darin, Amerikaans zanger (overleden 1973)
- 14 - Charlie Gracie, Amerikaans rockzanger en -gitarist (overleden 2022)
- 14 - Antoine Prévôt, Nederlands dirigent en docent
- 15 - Milan Kymlička, Tsjechisch dirigent en componist (overleden 2008)
- 16 - Roy Hudd, Brits acteur, auteur, komiek en radiopresentator (overleden 2020)
- 16 - Manfred Stolpe, Duits politicus (overleden 2019)
- 17 - Philippe Boesmans, Belgisch componist (overleden 2022)
- 17 - Dennis Hopper, Amerikaans acteur (overleden 2010)
- 17 - Herman Verbeek, Nederlands priester en politicus (overleden 2013)
- 18 - Marian van der Meer, Nederlands politica (overleden 2022)
- 19 - Andrej Kvašňák, Slowaaks voetballer (overleden 2007)
- 21 - Günter Blobel, Duits-Amerikaans bioloog en Nobelprijswinnaar (overleden 2018)
- 23 - Charles Kimbrough, Amerikaans acteur (overleden 2023)
- 24 - Harold Budd, Amerikaans componist (overleden 2020)
- 25 - Hans Croon, Nederlands voetballer en voetbalcoach (overleden 1985)
- 25 - Tom T. Hall, Amerikaans zanger, songwriter en auteur (overleden 2021)
- 26 - Franz Magnis-Suseno, Duits-Indonesisch filosoof en antropoloog
- 27 - Louis Gossett jr., Amerikaans acteur (overleden 2024)
- 29 - Cyrill Daal, Surinaams vakbondsbestuurder; slachtoffer van de Decembermoorden (overleden 1982)
- 30 - Keir Dullea, Amerikaans acteur
- 30 - Slava Metreveli, Sovjet-Georgisch voetballer (overleden 1998)
- 30 - Andy Tielman, Nederlands zanger en gitarist (overleden 2011)
- 31 - Nolle Versyp, Vlaams acteur en vertaler (overleden 2006)

### Juni

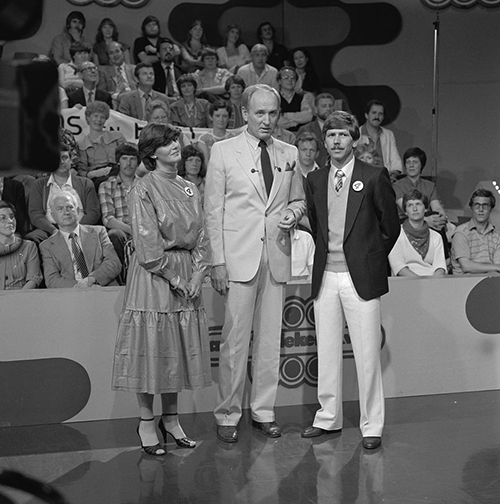
Fred Oster (midden)
geboren op 16 juni 1936

- 1 - Gerald Scarfe, Brits striptekenaar en illustrator
- 2 - Volodymyr Holoebnytsjy, Oekraïens atleet (overleden 2021)
- 2 - Jean Nelissen, Nederlands sportjournalist (overleden 2010)
- 4 - Bruce Dern, Amerikaans acteur
- 6 - Ferdinand van Altena, Nederlands choreograaf (overleden 2006)
- 6 - Marcus Heeresma, Nederlands schrijver (overleden 1991)
- 6 - Malangatana Ngwenya, Mozambikaans schilder, dichter en politicus (overleden 2011)
- 6 - Levi Stubbs, Amerikaans leadzanger van de Four Tops (overleden 2008)
- 8 - Kenneth Wilson, Amerikaans natuurkundige en Nobelprijswinnaar (overleden 2013)
- 10 - Thomas Höpker, Duits fotograaf (overleden 2024)
- 11 - Bruno Fagnoul, Belgisch politicus (overleden 2023)
- 11 - Brian Whitehouse, Brits autocoureur
- 12 - Hilde De Cort, Belgisch atlete
- 13 - Michel Jazy, Frans atleet (overleden 2024)
- 13 - Joris Vanhaelewyn, Belgisch pedagoog, dichter en ontwikkelingswerker (overleden 2022)
- 15 - Claude Brasseur, Frans acteur (overleden 2020)
- 15 - William Levada, Amerikaans kardinaal (overleden 2019)
- 16 - Fred Oster, Nederlands televisiepresentator
- 16 - August Willemsen, Nederlands schrijver en vertaler (overleden 2007)
- 17 - Jan D. van Laar, Nederlands organist en componist
- 18 - Ronald Venetiaan, Surinaams dichter en politicus
- 20 - Wiek Röling, Nederlands architect (overleden 2011)
- 21 - Tom Voûte, Nederlands kinderoncoloog (overleden 2008)
- 22 - Kris Kristofferson, Amerikaans songwriter, zanger en acteur (overleden 2024)
- 22 - Hermeto Pascoal, Braziliaans musicus, componist, arrangeur en bandleider
- 23 - Jan Hoet, Vlaams kunstkenner en museumdirecteur (overleden 2014)
- 23 - Kostas Simitis, Grieks politicus; premier 1996-2004 (overleden 2025)
- 25 - Rik Andries, Vlaams acteur (overleden 2021)
- 25 - Bacharuddin Jusuf Habibie, Indonesisch president (1998-1999) (overleden 2019)
- 25 - Paul Nowee, Nederlands schrijver van jeugdboeken (overleden 1993)
- 26 - Haye Thomas, Nederlands televisiejournalist en buitenlandcorrespondent (overleden 1996)
- 29 - David Jenkins, Amerikaans kunstschaatser

### Juli

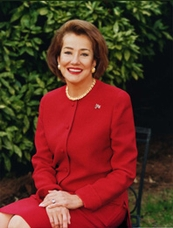
Elizabeth Dole
geboren 29 juli

- 1 - Syl Johnson, Amerikaans  muzikant (overleden 2022)
- 1 - Gerard Soeteman, Nederlands scenarioschrijver (overleden 2025)
- 2 - Rex Gildo, Duits acteur en schlagerzanger (overleden 1999)
- 2 - Omar Suleiman, Egyptisch politicus (overleden 2012)
- 5 - Jan van Boxtel, Nederlands profvoetballer en wielrenner (overleden 2015)
- 5 - Piet Fransen, Nederlands voetballer (overleden 2015)
- 5 - Shirley Knight, Amerikaans actrice (overleden 2020)
- 5 - Richard E. Stearns, Amerikaans informaticus
- 6 - Floyd Abrams, Amerikaans advocaat
- 7 - Jo Siffert, Zwitsers autocoureur (overleden 1971)
- 7 - Ted Troost, Nederlands haptonoom (overleden 2024)
- 8 - Rudolf de Korte, Nederlands politicus en bestuurder (overleden 2020)
- 13 - Fleur Mellor, Australisch atlete
- 14 - Marisa Allasio, Italiaans actrice
- 16 - Cees Koch, Nederlands atleet (overleden 2021)
- 16 - Leo Sterckx, Belgisch wielrenner (overleden 2023)
- 19 - Nahum Stelmach, Israëlisch voetballer (overleden 1999)
- 20 - David Cargill, Schots voetballer (overleden 2011)
- 20 - Frank Leeflang, Surinaams jurist, diplomaat en politicus (overleden 2024)
- 24 - Ruth Buzzi, Amerikaans actrice (o.a. The Carol Burnett Show)
- 26 - Alex Cassiers, Vlaams acteur (overleden 2012)
- 26 - Nico ter Linden, Nederlands dominee (overleden 2018)
- 26 - Mary Millar, Brits actrice en zangeres (overleden 1998)
- 26 - Ronald Thielman, Amerikaans componist, trombonist en muziekpedagoog
- 29 - Elizabeth Dole, Amerikaans politica
- 30 - Pilar van Bourbon, lid Spaanse koninklijke familie (overleden 2020)
- 31 - Boniface Alexandre, president van Haïti (overleden 2023)

### Augustus

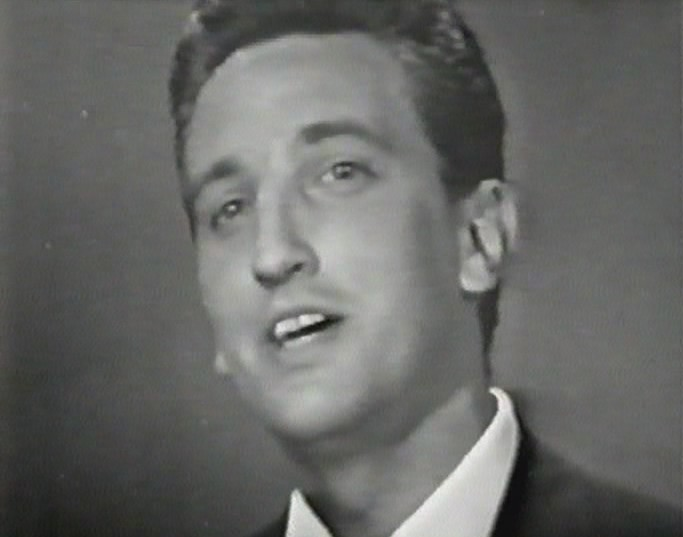
Vice Vukov,
geboren op 3 augustus 1936

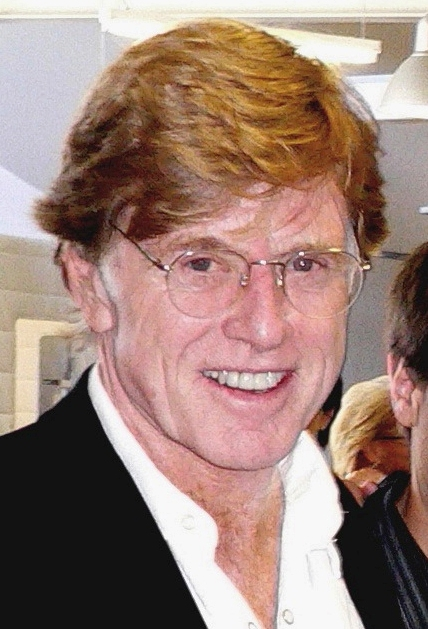
Robert Redford
geboren op 18 augustus 1936

- 1 - William Donald Hamilton, Brits bioloog (overleden 2000)
- 1 - Helge Hurum, Noors componist
- 1 - Yves Saint Laurent, Italiaans modeontwerper (overleden 2008)
- 1 - Carl van Württemberg, Duits ondernemer (overleden 2022)
- 2 - Anthony Payne, Brits componist, muziekwetenschapper en schrijver (overleden 2021)
- 3 - Juvénal Habyarimana, Rwandees president (overleden 1994)
- 3 - Vincent Monnikendam, Nederlands documentairemaker (overleden 2024)
- 3 - Vice Vukov, Kroatisch zanger en politicus (overleden 2008)
- 4 - Claude Ballot-Léna, Frans autocoureur (overleden 1999)
- 4 - Frank Cameron, Surinaams cultuur- en welzijnswerker (overleden 2024)
- 4 - Roland Lommé, Vlaams televisiepresentator (overleden 2006)
- 5 - Albert Dunning, Nederlands musicoloog (overleden 2005)
- 5 - John Saxon, Amerikaans acteur (overleden 2020)
- 6 - Dražan Jerković, Kroatisch voetballer (overleden 2008)
- 6 - Kees Sorgdrager, Nederlands journalist en presentator (overleden 2017)
- 10 - Piet Bos ("Opera Pietje"), operakenner en radiopresentator (overleden 2023)
- 12 - Margot Eskens, Duits schlagerzangeres (overleden 2022)
- 13 - Schelto Patijn, Nederlands politicus en burgemeester van Amsterdam (overleden 2007)
- 15 - Lothar Buchmann, Duits voetballer en trainer (overleden 2023)
- 17 - Floyd Red Crow Westerman, Amerikaans zanger en acteur (overleden 2007)
- 17 - Henri De Wolf, Belgisch wielrenner (overleden 2023)
- 18 - Robert Redford, Amerikaans regisseur en acteur
- 19 - Gianfranco D'Angelo, Italiaans acteur en komiek (overleden 2021)
- 20 - Miriam Colon, Puerto Ricaans-Amerikaans actrice (overleden 2017)
- 20 - Carla Fracci, Italiaans danseres (overleden 2021)
- 20 - Alice & Ellen Kessler, Duits zangduo
- 20 - Antonio María Rouco Varela, Spaans kardinaal; aartsbisschop van Madrid
- 24 - A.S. Byatt, Brits schrijfster (overleden 2023)
- 25 - Nel Barendregt, Nederlands politica (overleden 2019)
- 26 - Woody van Amen, Nederlands beeldend kunstenaar
- 28 - Hideki Shirakawa, Japans scheikundige en Nobelprijswinnaar
- 29 - John McCain, Amerikaans Republikeins senator (overleden 2018)
- 29 - Harry van Raaij, Nederlands voetbalbestuurder (overleden 2020)
- 31 - Rik Clerckx, Belgisch atleet (overleden 1985)

### September

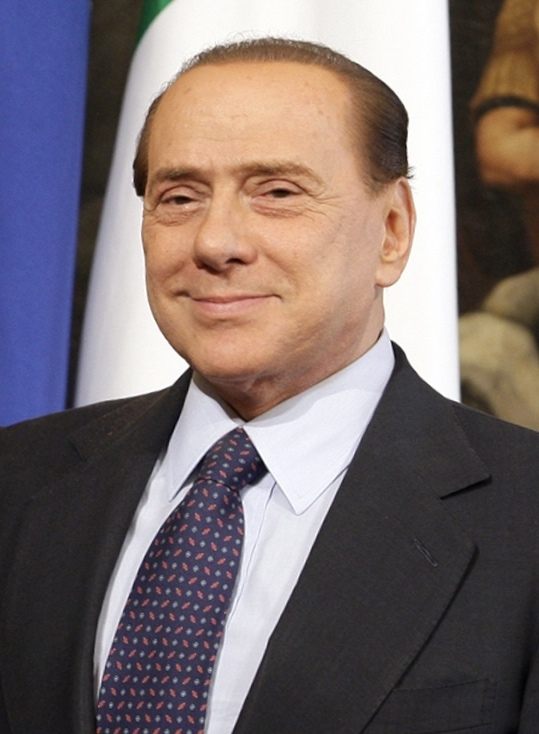
Silvio Berlusconi
geboren op 29 september 1936

- 2 - François Bacqué, Frans rooms-katholiek aartsbisschop en nuntius (overleden 2023)
- 3 - Zine El Abidine Ben Ali, Tunesisch president (overleden 2019)
- 4 - Carlos Griguol, Argentijns voetballer en voetbaltrainer (overleden 2021)
- 5 - André Hottenhuis, Nederlands Twentse-taal deskundige (overleden 2008)
- 7 - Brian Hart, Brits autocoureur (overleden 2014)
- 7 - Buddy Holly, Amerikaans zanger (overleden 1959)
- 11 - Walter D'Hondt, Canadees roeier
- 11 - Billy Ritchie, Schots voetbaldoelman (overleden 2016)
- 12 - Michael Posner, Amerikaans psycholoog
- 13 - Abderrahmane Soukhane, Algerijns voetballer (overleden 2015)
- 13 - Joe E. Tata, Amerikaans acteur (overleden 2022)
- 14 - Ferid Murad, Amerikaans arts, farmacoloog en Nobelprijswinnaar (overleden 2023)
- 16 - Piero Gamba, Italiaans dirigent en pianist (overleden 2022)
- 16 - Frits Niessen, Nederlands politicus (overleden 2020)
- 17 - Mischa de Vreede, Nederlands dichteres en schrijfster (overleden 2020)
- 19 - Anna Karen, Brits actrice (overleden 2022)
- 19 - Al Oerter, Amerikaans atleet (overleden 2007)
- 20 - Salvador Reyes, Mexicaans voetballer (overleden 2012)
- 21 - Dickey Lee, Amerikaans zanger en songwriter
- 24 - Jim Henson, Amerikaans Muppet-poppenspeler, producent en regisseur (overleden 1990)
- 25 - Moussa Traoré, Malinees militair en politicus (overleden 2020)
- 26 - Winnie Mandela, Zuid-Afrikaans activiste; ex-vrouw van Nelson Mandela (overleden 2018)
- 27 - Don Cornelius, Amerikaans gastheer van televisieprogramma's en tevens producent (overleden 2012)
- 27 - Lars Erstrand, Zweeds vibrafonist (overleden 2009)
- 29 - Silvio Berlusconi, Italiaans ondernemer en politicus (overleden 2023)
- 30 - Anne-Chatrine Lafrenz, Duits atlete (overleden 2023)

### Oktober

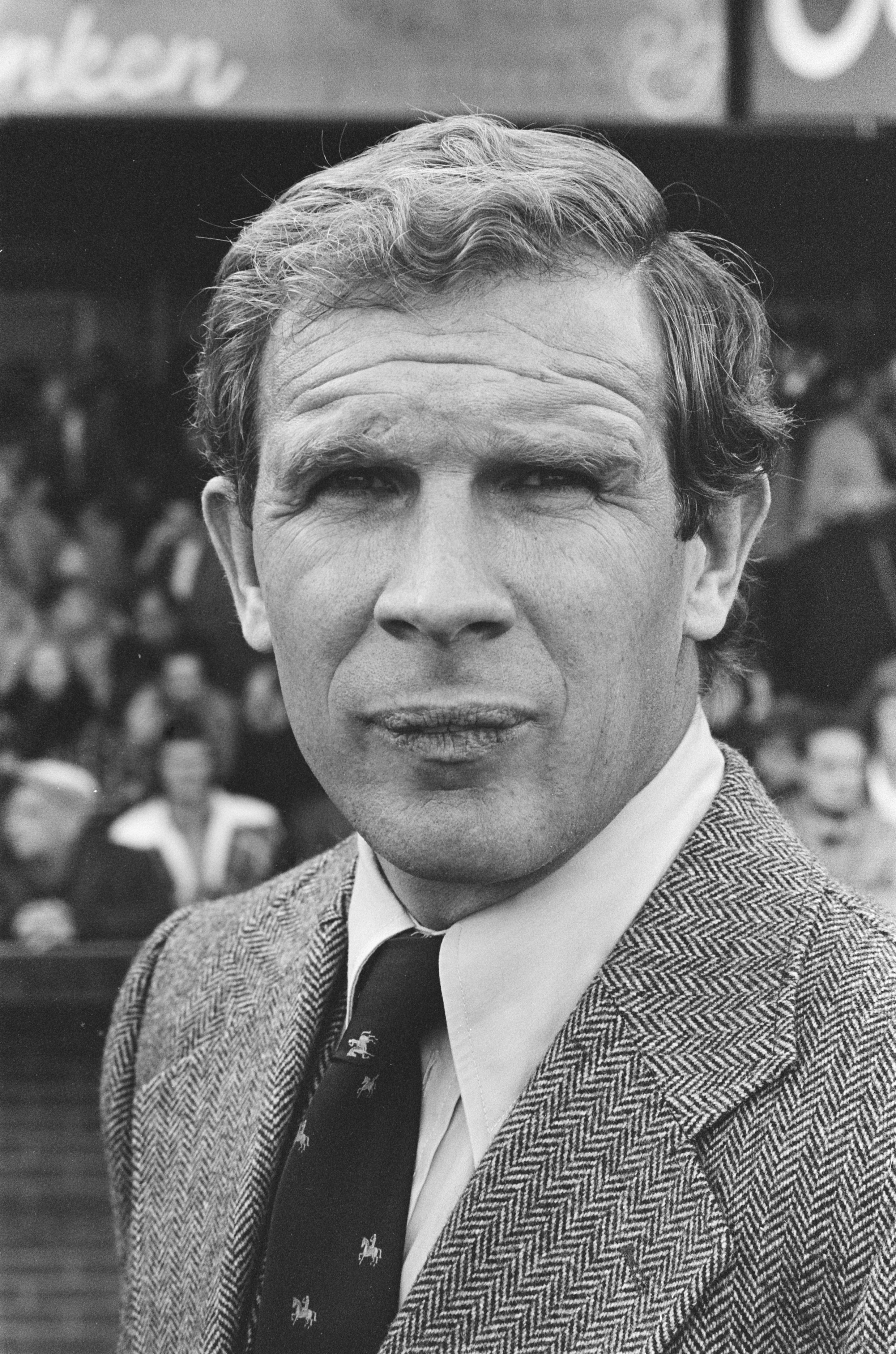
Hans Kraay sr.
geboren op 14 oktober 1936

- 1 - Duncan Edwards, Engels voetballer (overleden 1958)
- 1 - Walter Pichler, Oostenrijks architect en beeldhouwer (overleden 2012)
- 2 - Feliciano Belmonte jr., Filipijns politicus en bestuurder
- 3 - Steve Reich, Amerikaans componist
- 4 - Renate Heintze, Duits sieraadontwerpster (overleden 1991)
- 4 - Cynthia McLeod, Surinaamse schrijfster
- 5 - Václav Havel, Tsjechisch staatsman en schrijver (overleden 2011)
- 6 - Rob Touber, Nederlands televisieregisseur (overleden 1975)
- 9 - Brian Blessed, Brits acteur
- 10 - Gerhard Ertl, Duits scheikundige en Nobelprijswinnaar
- 13 - Christine Nöstlinger, Oostenrijkse schrijfster (overleden 2018)
- 13 - Pannalal Parmessar, Surinaams politicus (overleden 2011)
- 14 - Hans Kraay sr., Nederlands voetballer en commentator (overleden 2017)
- 14 - Dyanne Thorne, Amerikaans pin-upmodel, showgirl en actrice (overleden 2020)
- 16 - Eril Homburg, Australisch basketbalster (overleden 2017)
- 16 - Cock Luyten, Nederlands voetballer (overleden 2023)
- 17 - Hazem al-Beblawi, Egyptisch econoom en politicus
- 18 - Gert Bals, Nederlands voetbaldoelman (overleden 2016)
- 19 - Tony Lo Bianco, Amerikaans acteur (overleden 2024)
- 22 - Cees van Drongelen, Nederlands radio- en tv-presentator (overleden 2021)
- 23 - Kees Buurman, Nederlands radiojournalist, radioprogrammamaker en hoorspelregisseur (overleden 2007)
- 24 - Jacco van Renesse, Nederlands operettezanger en radiopresentator (overleden 2008)
- 24 - Gerard Wallis de Vries, Nederlands politicus en bestuurder (overleden 2018)
- 24 - Bill Wyman, Brits bassist van The Rolling Stones
- 25 - Martin Gilbert, Brits historicus (overleden 2015)
- 25 - Willem Wilmink, Nederlands dichter, schrijver en zanger (overleden 2003)
- 26 - Shelley Morrison, Amerikaans actrice (overleden 2019)
- 28 - Charlie Daniels, Amerikaans zanger, fiddler en gitarist (overleden 2020)
- 31 - Michael Landon, Amerikaans acteur (overleden 1991)

### November

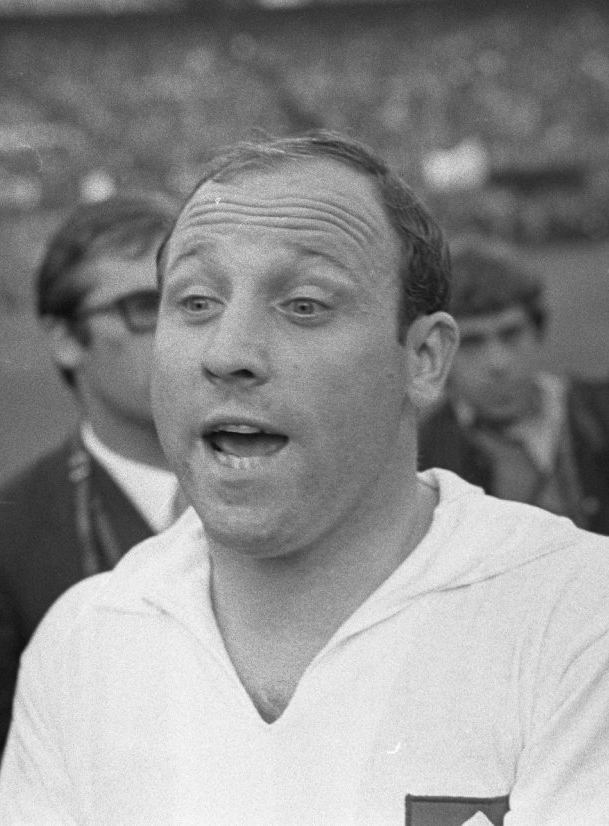
Uwe Seeler
geboren 5 november 1936

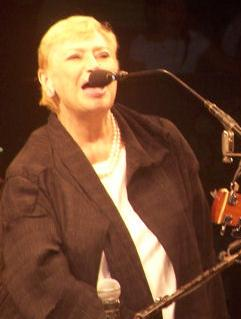
Mary Travers
geboren 9 november 1936

- 1 - Alejandro Doria, Argentijns regisseur (overleden 2009)
- 2 - Dick Corporaal, Nederlands burgemeester (overleden 2019)
- 2 - Greet Ermen, Nederlands politicus
- 3 - Roy Emerson, Australisch tennisser
- 4 - Didier Ratsiraka, Madagaskisch president (1975-1993 en 1997-2002) (overleden 2021)
- 5 - Uwe Seeler, Duits voetballer (overleden 2022)
- 5 - Ivan Stambolić, Servisch politicus (overleden 2000)
- 6 - K. Schippers, Nederlands schrijver en dichter (overleden 2021)
- 6 - Hans Sleven, Nederlands voetballer (overleden 2023)
- 7 - Guido Carlesi, Italiaans wielrenner (overleden 2024)
- 7 - Jaap Stobbe, Nederlands acteur (overleden 2020)
- 8 - Cees Kick, Nederlands voetballer en voetbaltrainer (overleden 2019)
- 9 - Mary Travers, Amerikaans zangeres en songwriter (overleden 2009)
- 11 - John Reilly, Amerikaans acteur (overleden 2021)
- 12 - Martha van Heuven, Nederlands zangeres (overleden 2011)
- 14 - Guy Ignolin, Frans wielrenner (overleden 2011)
- 15 - Wolf Biermann, Duits politiek dichter en zanger
- 15 - Letty de Jong, Nederlands zangeres (overleden 2008)
- 18 - Erik Tjon Kie Sim, Surinaams politicus en aannemer (overleden 2009)
- 18 - Ante Žanetić, Kroatisch voetballer (overleden 2014)
- 19 - Bill Allred, Amerikaans muzikant (overleden 2024)
- 19 - Dick Cavett, Amerikaans presentator
- 20 - Don DeLillo, Amerikaans romanschrijver
- 21 - Ans Willemse-van der Ploeg, Nederlands politica
- 21 - Willem Symor, Surinaams-Nederlands held van de Bijlmerramp (overleden 2008)
- 22 - Hans Zender, Duits componist en dirigent (overleden 2019)
- 24 - Frank Caprio, Amerikaans jurist en politicus (overleden 2025)
- 26 - Jan Liberda, Pools voetballer (overleden 2020)
- 28 - Théodore-Adrien Sarr, Senegalees kardinaal
- 28 - Philippe Sollers, Frans schrijver (overleden 2023)
- 28 - Mario Rubio Vázquez, Mexicaans voetbalscheidsrechter
- 30 - Abdul Waheed Khan, Pakistaans hockeydoelman (overleden 2022)
- 30 - Eric Walter Elst, Belgisch astronoom (overleden 2022)

### December
- 1 - Lize Marke, Belgisch zangeres

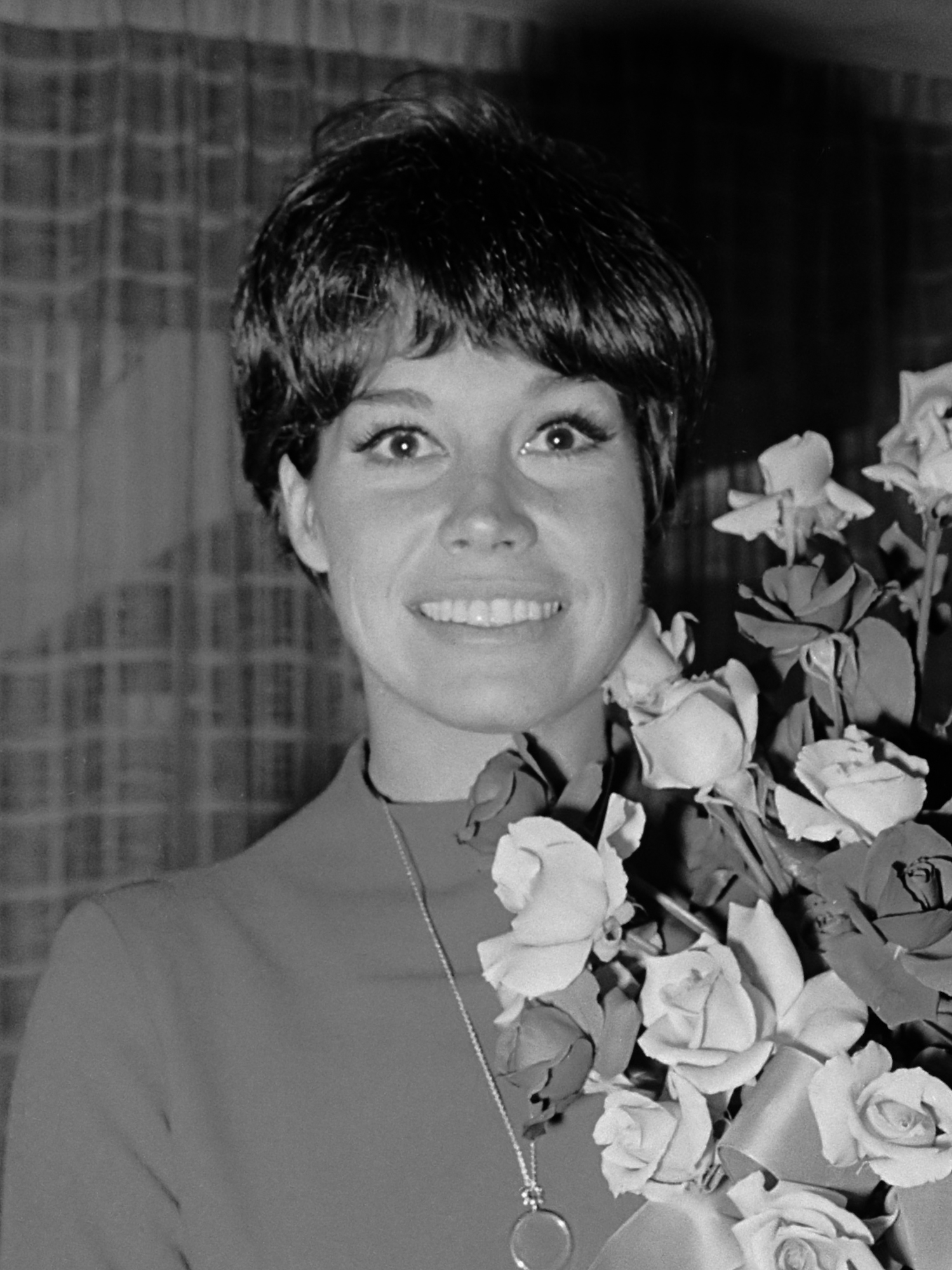
Mary Tyler Moore
geboren 29 december 1936

- 5 - John Erwin, Amerikaans (stem)acteur (overleden 2024)
- 8 - David Carradine, Amerikaans acteur (overleden 2009)
- 10 - Aarnout Loudon, Nederlands topfunctionaris en politicus (overleden 2021)
- 11 - Hans van den Broek, Nederlands politicus (CDA), minister van Buitenlandse Zaken en EU-commissaris (overleden 2025)
- 12 - Iolanda Balaș, Roemeens atlete (overleden 2016)
- 12 - Mary McGee, Amerikaans coureur en eerste vrouw in de Verenigde Staten die deelnaam aan wegrace- en motorcrosswedstrijden (overleden 2024)
- 13 - Aga Khan IV,  Brits-Portugees Sjiitisch imam (overleden 2025)
- 13 - Henk Tennekes, Nederlands meteoroloog, hoogleraar en bestuurder (overleden 2021)
- 14 - Norberto Menéndez, Argentijns voetballer (overleden 1994)
- 15 - Geert Kocks, Nederlands taalkundige (overleden 2003)
- 17 - Frank Martinus Arion, Curaçaos schrijver (overleden 2015)
- 17 - Paus Franciscus (= Jorge Mario Bergoglio), Argentijns R.K. geestelijke (overleden 2025)
- 17 - Klaus Kinkel, Duits politicus (overleden 2019)
- 18 - Harry Bild, Zweeds voetballer (overleden 2025)
- 18 - Cor Jaring, Nederlands fotograaf (overleden 2013)
- 19 - Abraham Yehoshua, Israëlisch schrijver (overleden 2022)
- 22 - Héctor Elizondo, Amerikaans acteur
- 22 - Akio Kaminaga, Japans judoka
- 23 - Claude Coppens, Belgisch pianist en componist
- 25 - Ismail Merchant, Indiaas-Brits filmproducent (overleden 2005)
- 26 - Trevor Taylor, Brits autocoureur (overleden 2010)
- 27 - Abderrahim Tounsi, Marokkaans acteur en komiek (overleden 2023)
- 29 - Mary Tyler Moore, Amerikaans actrice (overleden 2017)
- 30 - Theo Kley, Nederlands beeldend kunstenaar (overleden 2022)

### Datum onbekend
- Gerard van den Aardweg, Nederlands psycholoog
- Jan van Barneveld, Nederlands publicist en christelijk spreker (overleden 2022)
- Fons Elders, Nederlands filosoof
- Wilna Haffmans, Nederlands beeldhouwster en medailleuse
- Oscar Hagerman, Mexicaans architect
- Claudia Roden, Egyptisch-Brits gastronome

## Overleden

### Januari
- 3 - Jorge Brown (55), Argentijns voetballer
- 3 - Jules Destrée (72), Belgisch politicus en schrijver
- 7 - August Falise (60), Nederlands kunstenaar
- 17 - Shapurji Saklatvala (62), Indisch-Brits politicus
- 18 - Frans Blaauw (75), Nederlands natuurbeschermer
- 18 - Rudyard Kipling (70), Brits schrijver en dichter
- 18 - Edzard Tjarda van Starkenborgh Stachouwer (76), Nederlands bestuurder
- 19 - John Schilthuizen (36), Nederlands acteur
- 20 - Andries Bonger (74), Nederlands kunstverzamelaar
- 20 - George V (70), koning van het Verenigd Koninkrijk (1910-1935)
- 20 - Jarl Öhman (44), Fins voetballer en voetbalcoach
- 31 - Georgios Kondylis (56), Grieks militair en politicus

### Februari

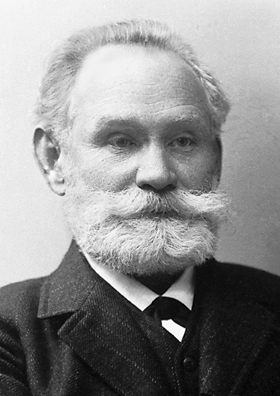
Ivan Pavlov
overleden 27 februari 1936

- 4 - Wilhelm Gustloff (41), Duits politicus
- 5 - Hugo Krabbe (79), Nederlands jurist
- 8 - Charles Curtis (76), Amerikaans politicus
- 12 - Eduard Otto Joseph Maria baron van Hövell tot Westerflier (58), Nederlands bestuurder
- 24 - Koperen Ko (70), Nederlands straatmuzikant.
- 26 - Leendert Bouman (66), Nederlands psychiater en neuroloog
- 26 - Makato Saito (77), Japans militair en politicus
- 26 - Korekiyo Takahashi (81), Japans politicus
- 26 - Jotaro Watanabe (61?), Japans militair
- 27 - Ivan Pavlov (86), Russisch fysioloog en psycholoog
- 29 - Charles Nicolle (70), Frans bacterioloog

### Maart
- 11 - David Beatty (65), Brits militair
- 18 - Eleftherios Venizelos (71), Grieks politicus
- 19 - Martin Heuckeroth (82), Nederlands musicus en componist
- 21 - Aleksandr Glazoenov (73), Russisch componist
- 31 - Karl Hoffmann (63), Tsjechoslowaaks violist

### April

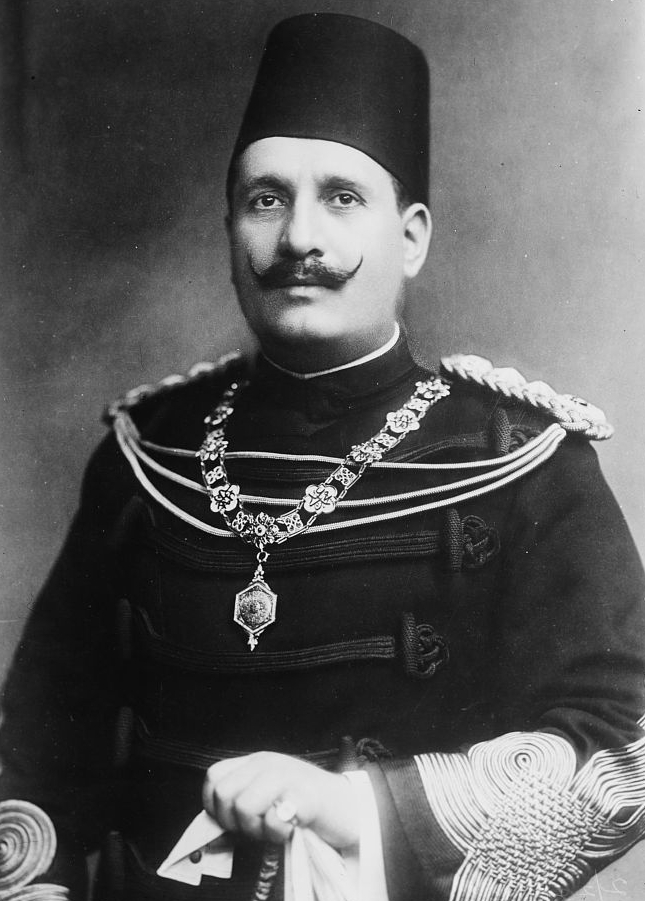
Foead I van Egypte
overleden op 28 april 1936

- 1 - Johan van Eerde (65), Nederlands etnoloog
- 3 - Bruno Hauptmann (40), Amerikaans ontvoerder
- 8 - Robert Bárány (60), Oostenrijks geneeskundige
- 10 - Leopold von Hoesch (54), Duits diplomaat
- 12 - Konstantinos Demertzis (59), premier van Griekenland
- 14 - Henry Chéron (68), Frans politicus
- 17 - Charles Ruijs de Beerenbrouck (62), Nederlands politicus
- 18 - Ottorini Respighi (57), Italiaans componist
- 25 - Leendert van der Vlugt (42), Nederlands architect
- 27 - Frederik August Stoett (72), Nederlands letterkundige
- 28 - Foead I (68), koning van Egypte (1922-1936)
- 29 - Floor Wibaut (76), Nederlands politicus
- 30 - Moe van der Steur (65), Nederlands filantrope (echtgenote van Pa van der Steur)

### Mei
- 4 - Ludwig von Falkenhausen (90), Duits militair, gouverneur-generaal van België (1917-1918)
- 8 - Oswald Spengler (56), Duits filosoof
- 14 - Edmund Allenby (75), Brits militair
- 17 - Joannes Jansen (68), Nederlands aartsbisschop
- 17 - Nahum Sokolow (77), Pools zionist
- 17 - Panagis Tsaldaris (ca. 67), Grieks politicus
- circa 20 mei (graflegging) - Rudolph Magnus Forwald (ca. 67), Noors componist/organist
- 22 - Alfred Canning (76), Australisch landmeter

### Juni
- 3 - Arie van Hengel (50), Nederlands bankier
- 9 - Luigi Boccardo (75), Italiaans priester, ordestichter en zalige
- 14 - Gilbert Keith Chesterton (62), Brits schrijver
- 16 - Isidore Weiss (59), Frans dammer
- 18 - Maksim Gorki (68), Russisch schrijver
- 21 - Bernhard von Bülow (51), Duits politicus
- 21 - Flor La Roche (ca. 49), Belgisch acteur
- 22 - Moritz Schlick (54), Duits filosoof
- 23 - Frans Coenen (70), Nederlands schrijver
- 25 - Jan Hoyte Veder (90), Nederlands bankier
- 26 - Christiaan Snouck Hurgronje (79), Nederlands arabist
- 27 - Theodore Matthieu Ketelaar (72), Nederlands politicus
- 27 - Bernard Rubin (39), Australisch autocoureur en piloot

### Juli
- 2 - Lionel Phillips (80), Brits mijnmagnaat
- 8 - Georgi Tsjitsjerin (63), Sovjet-Russisch politicus
- 10 - Abraham Berge (84), Noors politicus
- 11 - baron Edouard Rolin-Jacquemyns (73), Belgisch jurist
- 12 - José Castillo (35), Spaans militair
- 13 - José Calvo Sotelo (43), Spaans politicus
- 15 - Richard Dixon Oldham (77), Engels geoloog en seismoloog
- 18 - La Argentina (45), Spaans danseres
- 20 - José Sanjurjo (64), Spaans militair
- 24 - Georg Michaelis (78), Duits politicus

### Augustus
- 2 - Louis Blériot (64), Frans luchtvaartpionier
- 3 - Fulgence Bienvenüe (84), Frans ingenieur
- 5 - Jennie Augusta Brownscombe (85), Amerikaans kunstschilder en illustrator
- 12 - Charles Benoist (75), Frans politicus
- 15 - Grazia Deledda (64), Italiaans schrijfster
- 18 - Albertus Antonie Nijland (67), Nederlands astronoom
- 19 - Federico García Lorca (38), Spaans dichter
- 20 - Edward Weston (86), Brits-Amerikaans scheikundige en elektrotechnicus
- 23 - Juliette Adam (99), Frans schrijfster
- 23 - Thomas Cullinan (74), Zuid-Afrikaans mijnmagnaat en politicus

### September
- 5 - Frans Hullemans (57), Nederlands schrijver
- 5 - Gustave Kahn (76), Frans dichter
- 14 - Ossip Gabrilowitsch (58), Russisch-Amerikaans pianist en dirigent
- 16 - Jean-Baptiste Charcot (69), Frans poolonderzoeker
- 16 - Alexandros Zaimis (80), Grieks politicus
- 17 - Karl Buresch (57), Oostenrijks politicus
- 17 - Fernando de Rosa (ca. 38), Italiaans terrorist
- 22 - Rafael Salazar Alonso (ca. 41), Spaans politicus
- 24 - A.W.J.J. baron van Nagell (84), Nederlands bestuurder
- 25 - Pierre Carniti, Italiaans politicus en vakbondsman

### Oktober
- 5 - Lu Xun (55), Chinees schrijver
- 5 - Jan Jacob Slauerhoff (38), Nederlands dichter en romanschrijver
- 6 - Gyula Gömbös (49), zittend premier van Hongarije
- 11 - Antonio José Martínez Palacios (34), Spaans componist
- 15 - Benno von Achenbach (75), grondlegger van de regels van de mensport
- 20 - Anne Sullivan (70), docente van Helen Keller
- 22 - Arthur Augustus Zimmerman (67), Amerikaans wielrenner
- 28 - Newton Moore (66), 8e premier van West-Australië
- 28 - Richard O'Ferrall (81), Surinaams onderwijzer, schrijver en politicus

### November
- 2 - Johannes Tonckens (73), Nederlands politicus
- 7 - Karl Wetaschek (76), Oostenrijks componist en dirigent
- 15 - Gerard Johan Staal (66), Nederlands koloniaal bestuurder
- 17 - Alexandros Papanastasiou (60), Grieks politicus
- 18 - Roger Salengro (46), Frans politicus
- 20 - Buenaventura Durruti (40), Spaans anarchistenleider
- 20 - José Antonio Primo de Rivera (33), Spaans politicus
- 22 - Louis Apol (86), Nederlands schilder
- 27 - Basil Zaharoff (87), Frans wapenhandelaar
- 30 - Frank Luns (50), Nederlands toneelregisseur
- 30 - Johan Turi (82), Noors (Saami) schrijver

### December
- 3 - Dick van der Leeuw (41), Nederlands manager en hobbyvlieger
- 3 - Julius Schrey (65), Belgisch dirigent
- 10 - Luigi Pirandello (69), Italiaans schrijver en Nobelprijswinnaar (1934)
- 14 - Vihtori Kosola (52), Fins politicus
- 14 - Sven Scholander (76), Zweeds zanger
- 18 - Kees Hofker (50), Nederlands persfotograaf
- 24 - Frederik Vilhelm Schmidt (91), Deens feminist en moordenaar
- 27 - Hans von Seeckt (70), Duits generaal
- 30 - Bernard Diamant (64), Nederlands dirigent
- 31 - Miguel de Unamuno (72), Spaans (Baskisch) schrijver

### Datum onbekend
- Ada Bodart, Belgisch oorlogsheldin
- Nicanor Padilla, Filipijns medicus en politicus
- Jules Rühl, Belgisch dierenactivist

## Weerextremen in België
- 31 maart: Warmste maart-decade van de eeuw, met een gemiddelde temperatuur van 12,3 °C.
- 1 april: Tornado veroorzaakt schade in de streek van Ingelmunster, in West-Vlaanderen.
- 1 juni: Minimumtemperatuur van 0,3 °C in Ukkel.
- 21 juni: Maximumtemperatuur in Oostende : 33,6 °C.
- 29 juni: Twee tornado's veroorzaken ernstige schade in de streek van Moeskroen en van Eeklo.
- juli: Juli met hoogst aantal neerslagdagen: 29 (normaal 17).
- 27 september: Maximumtemperatuur tot 4,4 °C op de Baraque Michel (Jalhay).
- 6 oktober: Vroegste vorst van de eeuw in Ukkel, samen met 6 oktober 1912: minimumtemperatuur tot −0,6 °C.
- 7 oktober: Temperatuurmaxima tot 10,6 °C in Oostende en 4,5 °C in Wardin (Bastogne).
- 11 oktober: Algemene vorst in België : −0,4 °C in Oostende, −2,2 °C in Forges (Chimay), −4,8 °C op de Baraque Michel (Jalhay).

Bron: KMI Gegevens Ukkel 1901-2003  met aanvullingen 